# Yuccas of the Southwestern United States
Yuccas of the Southwestern United States (abreviado Yuccas Southw. U.S.) es un libro con ilustraciones y descripciones botánicas que fue escrito por la profesora, historiadora, horticultora, y botánica estadounidense Susan Adams McKelvey y publicado en 2 partes en los años 1938 - 1947 por el The Arnold Arboretum of Harvard University.